# Wordiegletsjer
De Wordiegletsjer is een grote gletsjer in Nationaal park Noordoost-Groenland in het oosten van Groenland.
De gletsjer is vernoemd naar ontdekkingsreiziger James Wordie.

## Geografie
De gletsjer is noordwest-zuidoost georiënteerd en heeft een lengte van meer dan 80 kilometer. De gletsjer heeft meerdere takken, waaronder de Vibekegletsjer, de Grantagletsjer en de Irisgletsjer. Ze mondt in het zuidoosten uit in de Godthåbgolf. Op meer dan 30 kilometer naar het noordoosten ligt de Pasterzegletsjer.
Ten oosten van de gletsjer ligt het Payerland en ten westen het Stenoland. Ten zuiden van de gletsjer ligt het Promenadedal.